# Working Class Hero
»Working Class Hero« (slovensko: Junak delavskega razreda) je pesem z Lennonovega prvega solo albuma John Lennon/Plastic Ono Band leta 1970, izšla je tudi na singlu »Imagine«. 
Besedilo pesmi govori o nastanku družbenih razredov v štiridesetih, petdesetih in šestdesetih letih. Govori o odraščanju v delavskem razredu. Lennon je v intervjuju za revijo Rolling Stone decembra 1970 dejal, da pesem govori o posameznikih delavskega razreda, ki se preoblikujejo v srednji razred, v stroje.
Leta 1973 je predstavnik države Harley Orrin Staggers po poslušanju pesmi, ki vsebuje verza »Til you're so fucking crazy you can't follow their rules« (slovensko: Dokler nisi tako jebeno nor, da ne moreš slediti njihovim pravilom) in »But you're still fucking peasants as far as I can see« (slovensko: Toda še vedno ste jebeni kmetje, kot jaz to vidim), na radiu WGTB podal uradno pritožbo Zvezi komisiji za komunikacije (FCC). Direktor radijske postaje Ken Sleeman, ki mu je grozila enoletna zaporna kazen in 10.000 kazni, je zagovarjal odločitev za predvajanje pesmi z besedami »Prebivalci Washingtona so dovolj kultivirani, da lahko sprejmejo občasno štiri-črkovno besedo v kontekstu, ne da bi spolno vzburili ali bili užaljeni in jezni.« FCC je obtožbe ovrgel. Ostale ameriške radijske postaje, kot je bostonski WBCN, pa so pesem zaradi uporabe besede »fucking« prepovedale.  V Avstraliji je bil album izdan s cenzurirano pesmijo, tako zvoka kot tudi besedila na ovitku albuma.